# Чемпіонат СРСР з футболу 1975: шоста зона другої ліги
Чемпіонат УРСР з футболу 1975 — 5-й турнір серед команд української зони другої ліги. Тривав з 13 квітня по 29 жовтня 1975 року.

## Огляд
У порівнянні з минулим сезоном кількість учасників зменшилась на три команди. У першості було забито 592 м'ячі в 272 зустрічах. Це в середньому 2,18 на гру.
Вдруге чемпіоном УРСР став криворізький «Кривбас» (старший тренер — Олександр Гулевський). Захисник Іван Махно та нападник Олег Чумак виступали за команду і в першості 1971 року. Срібні і бронзові нагороди отримали відповідно житомирський «Автомобіліст» (старший тренер — Віктор Жилін) та СК «Луцьк» (старший тренер — Ернест Кеслер).
Перемогу в суперечці бомбардирів ліги здобув Сергій Звенигородський з команди міста Тирасполя (15 забитих м'ячів).

## Підсумкова таблиця
| Місце | Команда                    | В  | Н  | П  | М'ячі | О  |
| ----- | -------------------------- | -- | -- | -- | ----- | -- |
| 1     | «Кривбас» (Кривий Ріг)     | 14 | 13 | 5  | 39—20 | 41 |
| 2     | «Автомобіліст» (Житомир)   | 13 | 14 | 5  | 41—21 | 40 |
| 3     | СК «Луцьк»                 | 13 | 12 | 7  | 46—26 | 38 |
| 4     | СК «Чернігів»              | 12 | 13 | 7  | 41—33 | 37 |
| 5     | «Зірка» (Кіровоград)       | 13 | 10 | 9  | 37—22 | 36 |
| 6     | «Суднобудівник» (Миколаїв) | 13 | 9  | 10 | 39—31 | 35 |
| 7     | «Динамо» (Хмельницький)    | 11 | 12 | 9  | 32—25 | 34 |
| 8     | «Локомотив» (Вінниця)      | 11 | 11 | 10 | 41—36 | 33 |
| 9     | «Колос» (Полтава)          | 11 | 10 | 11 | 44—41 | 32 |
| 10    | «Буковина» (Чернівці)      | 10 | 12 | 10 | 34—38 | 32 |
| 11    | «Говерла» (Ужгород)        | 11 | 10 | 11 | 23—27 | 32 |
| 12    | «Фрунзенець» (Суми)        | 11 | 9  | 12 | 29—29 | 31 |
| 13    | к-да м. Тирасполь          | 8  | 14 | 10 | 36—46 | 30 |
| 14    | «Хвиля» (Севастополь)      | 12 | 5  | 15 | 38—54 | 29 |
| 15    | «Авангард» (Рівне)         | 9  | 9  | 14 | 22—30 | 27 |
| 16    | «Локомотив» (Жданов)       | 5  | 10 | 17 | 26—48 | 20 |
| 17    | «Локомотив» (Херсон)       | 3  | 11 | 18 | 24—65 | 17 |

## Результати
```
                1   2   3   4   5   6   7   8   9   10  11  12  13  14  15  16  17 
1.Кривбас       xxx 1-1 1-0 1-3 1-0 1-0 1-0 2-0 2-0 3-0 3-0 2-0 0-0 0-0 1-0 2-0 5-0  
2.Автомобіліст  0-0 xxx 2-1 1-1 2-0 1-2 0-0 2-1 1-1 3-0 0-1 2-0 4-0 2-0 2-1 4-0 2-1  
3.СК Луцьк      1-1 1-1 xxx 0-0 1-1 1-1 0-0 1-0 3-2 3-2 2-0 1-0 2-0 5-0 2-0 2-0 6-0  
4.СК Чернігів   0-1 0-0 3-2 xxx 1-1 2-2 1-1 1-2 1-0 1-0 1-0 0-1 2-0 3-2 1-1 4-0 2-2  
5.Зірка         2-0 3-0 0-0 0-1 xxx 1-0 1-0 0-0 0-1 0-0 0-0 2-1 3-1 2-2 3-0 1-0 5-0  
6.Суднобудівник 0-0 0-2 3-2 2-0 1-0 xxx 2-1 3-0 1-0 1-1 1-0 1-0 1-1 3-0 0-0 2-0 5-1  
7.Динамо        0-0 0-0 1-1 1-1 0-2 1-0 xxx 1-1 2-1 1-1 1-0 2-0 0-0 4-1 3-0 2-0 1-0  
8.Локомотив (В) 3-3 1-0 1-2 4-0 0-3 4-2 2-1 xxx 0-4 1-0 3-0 1-1 1-1 3-0 0-0 1-0 4-0  
9.Колос         1-1 2-2 1-0 1-1 1-1 2-2 2-1 1-0 xxx 3-1 1-0 1-1 2-1 3-1 0-2 4-1 0-1  
10.Буковина     2-1 1-0 2-2 0-0 1-2 0-0 1-2 2-1 1-0 xxx 2-0 0-0 5-1 3-1 1-0 1-1 2-1  
11.Говерла      1-1 1-1 0-0 1-0 2-0 2-0 1-1 0-0 2-0 0-0 xxx 2-0 0-0 1-0 2-1 1-1 1-0  
12.Фрунзенець   3-0 0-1 2-1 1-1 0-1 1-1 1-0 1-1 4-2 0-0 2-0 xxx 2-0 0-0 1-0 1-0 2-1  
13.Тирасполь    0-0 1-1 2-1 3-3 3-2 3-1 1-2 2-2 1-1 1-1 2-0 1-0 xxx 0-0 0-1 1-1 4-1  
14.Хвиля        1-0 1-4 0-1 0-2 1-1 2-0 1-0 1-0 4-3 4-1 1-3 1-0 4-1 xxx 2-1 2-1 1-0  
15.Авангард     0-0 0-0 0-2 0-1 1-0 1-0 0-2 1-1 0-0 0-1 2-0 1-0 0-1 3-1 xxx 0-0 2-1  
16.Локомотив (Ж)0-0 0-0 0-0 2-1 1-0 0-2 2-0 1-1 2-3 3-0 1-1 1-2 2-3 4-1 1-3 xxx 1-1  
17.Локомотив (Х)2-5 0-0 0-0 1-3 0-0 1-0 1-1 0-2 1-1 2-2 0-1 2-2 1-1 0-3 1-1 2-0 xxx 
```

## Бомбардири
Найкращі голеадори чемпіонату УРСР:
| Футболіст              | Команда                    | Голи |
| ---------------------- | -------------------------- | ---- |
| Сергій Звенигородський | к-да м. Тирасполь          | 15   |
| Володимир Дударенко    | СК Луцьк                   | 14   |
| Анатолій Шидловський   | «Локомотив» (Вінниця)      | 14   |
| Володимир Войтенко     | «Колос» (Полтава)          | 14   |
| Євген Дерев'яга        | «Суднобудівник» (Миколаїв) | 14   |
| Ромео Цернікідзе       | «Хвиля» (Севастополь)      | 14   |
| Михайло Завальнюк      | «Динамо» (Хмельницький)    | 13   |
| Віктор Клочко          | СК «Чернігів»              | 12   |
| Анатолій Мельников     | СК «Чернігів»              | 11   |
| Микола Васютин         | «Автомобіліст» (Житомир)   | 11   |
| Іван Шарій             | «Колос» (Полтава)          | 11   |
| Валентин Дзіоба        | «Кривбас» (Кривий Ріг)     | 10   |
| Микола Пристай         | СК «Луцьк»                 | 10   |
| Володимир Дзюба        | «Локомотив» (Вінниця)      | 10   |

## Призери
| 1. «Кривбас» |
| Воротарі: Анатолій Ісаков (36, 24п), Сергій Варсуляк (2, 1п). Захисники: Іван Махно (33), Павло Басов (31, 7), Ігор Теннак (27), Володимир Іващенко (23), Володимир Євдокимов (11), Олександр Сопко (9, 1). Півзахисники: Юрій Мишін (37, 5), Анатолій Биткін (36), Володимир Захаров (35, 3), Сергій Плигун (25), Володимир Кузменок (24, 1), Микола Куренний (13, 1), Сергій Купцов (5), Сергій Цаплюк (5). Нападники: Валентин Дзіоба (36, 10), Олег Чумак (35, 9), Володимир Морозов (34, 5), Микола Ушаков (34, 2), Віктор Антошевський (1). Старший тренер — Олександр Гулевський, начальник команди — Анатолій Сакович, тренер — Віктор Носов.      |
| 2. «Автомобіліст» |
| Воротарі: Валентин Журба (35), Василь Тенкач (4), Микола Вільховий (3). Захисники: Валентин Жуков (36, 1), Віталій Горбач (34, 2), Михайло Погорілко (34), Леонід Ширнін (32, 1), Валерій Авдиш (23), Олександр Чернявський (15), В. Кучмій (2). Півзахисники: Микола Батюта (35, 5), Валерій Притулін (32, 3), Василь Зеленський (31), Станіслав Чумак (12, 2), Віктор Паламарчук (5), Олександр Прилуцький (5), Микола Годованюк (1, 1). Нападники: Микола Васютин (37, 11), Євген Наумов (36, 8), Леонід Ткаченко (28, 7), Ярослав Кугайкевич (27, 2). Старший тренер — Віктор Жилін, начальник команди — Віктор Котляренко, тренер — Віктор Пестриков. |
| 3. СК «Луцьк» |
| Воротарі: Володимир Нікітін, Олександр Швойницький. Захисники: Володимир Демидов (?, 2), Рафік Кулієв, Мирослав Лялек, Володимир Сергєєв, Михайло Сарабін, Анатолій Савчук, Віктор Никитюк, Олег Янчевський. Півзахисники: Володимир Фігель (?, 5), Микола Дударенко (?, 3), Анатолій Тихонович (?, 2), Володимир Фурсов (?, 4), Віктор Устименко, Анатолій Безсмертний, Іван Шангін, Сергій Хвесик. Нападники: Володимир Дударенко (?, 15), Микола Пристай (?, 10), Олександр Мартиненко (?, 3), Володимир Шишков (?, 2), Віктор Кушков. Старший тренер — Ернест Кеслер, начальник команди — Зів Хафізов, тренер — Анатолій Егельбаум.                    |

## Перехідний турнір
На першому етапі кращі клуби регіональних змагань боролися в трьох групах. Жодній з українських команд не вдалося потрапити до фінальної частини змагань, де розігрувалися путівки до першої ліги.

### Група 1
| М  | Команда                 | І | В | Н | П | М    | О |
| -- | ----------------------- | - | - | - | - | ---- | - |
| 1. | «Будівельник» (Ашхабад) | 5 | 4 | 1 | 0 | 9:1  | 9 |
| 2. | «Терек» (Грозний)       | 5 | 3 | 1 | 1 | 9:7  | 7 |
| 3. | «Кривбас» (Кривий Ріг)  | 5 | 2 | 1 | 2 | 6:5  | 5 |
| 4. | «Торпедо» (Тольятті)    | 5 | 1 | 1 | 3 | 2:3  | 3 |
| 5. | «Жальгіріс» (Вільнюс)   | 5 | 0 | 3 | 2 | 3:6  | 3 |
| 6. | СКА (Хабаровськ)        | 5 | 1 | 1 | 3 | 3:10 | 3 |

### Група 2
| М  | Команда                  | І | В | Н | П | М    | О |
| -- | ------------------------ | - | - | - | - | ---- | - |
| 1. | «Даугава» (Рига)         | 5 | 3 | 2 | 0 | 8:2  | 8 |
| 2. | «Гурія» (Ланчхуті)       | 5 | 2 | 2 | 1 | 6:4  | 6 |
| 3. | «Автомобіліст» (Житомир) | 5 | 1 | 4 | 0 | 2:1  | 6 |
| 4. | «Торпедо» (Владимир)     | 5 | 1 | 3 | 1 | 4:4  | 4 |
| 5. | «Амур» (Благовєщенськ)   | 5 | 1 | 1 | 3 | 3:5  | 3 |
| 6. | «Уралець» (Нижній Тагіл) | 5 | 1 | 0 | 4 | 5:12 | 2 |

### Група 3
| М  | Команда                 | І | В | Н | П | М    | О  |
| -- | ----------------------- | - | - | - | - | ---- | -- |
| 1. | «Янгієр» (Янгієр)       | 5 | 5 | 0 | 0 | 8:2  | 10 |
| 2. | «Динамо» (Махачкала)    | 5 | 3 | 1 | 1 | 9:3  | 7  |
| 3. | «Динамо» (Ленінград)    | 5 | 3 | 0 | 2 | 6:6  | 6  |
| 4. | «Сокіл» (Саратов)       | 5 | 2 | 1 | 2 | 5:3  | 5  |
| 5. | «Промінь» (Владивосток) | 5 | 1 | 0 | 4 | 3:7  | 2  |
| 6. | СК Луцьк                | 5 | 0 | 0 | 5 | 2:12 | 0  |

## Фінальний турнір КФК
| М  | Команда                | І | В | Н | П | М    | О |
| -- | ---------------------- | - | - | - | - | ---- | - |
| 1. | «Колос» (Нікополь)     | 5 | 3 | 2 | 0 | 9:2  | 8 |
| 2. | «Металург» (Куп'янськ) | 5 | 3 | 1 | 1 | 5:4  | 7 |
| 3. | «Хімік» (Чернігів)     | 5 | 2 | 2 | 1 | 6:4  | 6 |
| 4. | «Прилад» (Мукачеве)    | 5 | 1 | 2 | 2 | 7:7  | 4 |
| 5. | «Сокіл» (Львів)        | 5 | 1 | 1 | 3 | 2:6  | 3 |
| 6. | «Шахтар» Кадіївка      | 5 | 0 | 2 | 3 | 4:10 | 2 |